# Gianni Bertolotti
Giovanni Bertolotti, detto Gianni (Milano, 12 febbraio 1950), è un ex cestista italiano.

## Carriera

### Club
È stato un'ala piccola dalle spiccate doti offensive ed ha trascorso i suoi anni migliori da professionista con la maglia della Virtus Bologna, con la quale ha giocato nove anni dal 1971 al 1980 vincendo tre scudetti nel 1976, nel 1979 e nel 1980, e la coppa Italia nel 1974.
Nel 1983 giunge a Roma e nell'unica stagione nella capitale, alza il trofeo più grande vinto dalla società romana: la Coppa dei Campioni.

### Nazionale
Con la nazionale Italiana Bertolotti ha giocato 101 partite, ottenendo risultati di prestigio primo fra tutti la medaglia di bronzo agli Europei del 1975 a Belgrado. Ha partecipato anche agli Europei del 1973 a Barcellona, del 1977 a Liegi e del 1979 a Torino, ai Giochi olimpici del 1976 a Montréal e ai Mondiali del 1978 a Manila.

## Palmarès
- Coppa dei Campioni: 1

Virtus Roma: 1983-84
- Campionato italiano: 3

Virtus Bologna: 1975-76, 1978-79, 1979-80
- Coppa Italia: 1

Virtus Bologna: 1974